# Damaliscus niro
Damaliscus niro — вимерлий вид антилоп, який мешкав в Африці протягом усього плейстоцену, ще 63 000 років тому.

## Таксономія
Артур Тінделл Гопвуд описав Damaliscus niro як Hippotragus niro в 1936 році на основі рогового ядра, зібраного L.S.B. Лікі з місця в ущелині Олдувай. У 1965 році Гентрі перевів вид з Hippotragus у Damaliscus.

## Поширення та вік
Damaliscus niro в основному відомий з раннього до середнього плейстоцену східної та південної Африки. У 2008 році деякі пізньоплейстоценові залишки D. niro були знайдені біля озера Пловерс у Південній Африці, датовані між 89 000 та 63 000 роками до нашої ери.

## Опис
Damaliscus niro має загнуті назад рогові серцевини з добре розташованими міцними поперечними виступами на передній поверхні. Ізотопні дані зі зразків середнього плейстоцену свідчать про те, що в раціоні переважали трави С4.